# Птахшепсес I
Птахшепсес I (XXV ст. до н. е.) — давньоєгипетський державний діяч, верховний жрець Птаха у Мемфісі.

## Життєпис
Походив зі знатної родини. Здобув освіту в школі для дітей принців крові та фараона. Успішне завершення навчання сприяло просуванню державними щаблями. Спочатку призначається начальником ремісників, довіривши йому спорудження палаців та гробниць фараонів. Фактично став головним архітектором держави. Після одруження з донькою фараона Шепсескафа.
За фараона Джедефптаха призначається начальником проведення державних святкувань та церемоній, що здійснював фараон. Також очолював церемонію сходження на трон фараона. Керував церемоніями 6 фараонів V династії — до Ніусерри. Також був часті (візиром).
Разом з тим зробив гарну жрецьку кар'єру: був жерцем Сокару, жерцем Ра з часів фараона Сахури. З часів Шепсескафа обіймав посаду верховного жерця Птаха.
Помер за часів фараона Ніусерри, поховано в мастабі в Саккарі.